# Banzai (exclamation)
Pour les articles homonymes, voir Banzaï.
Banzai (万歳, ばんざい, littéralement, « dix mille ans », soit « longue vie »), dont la forme kyūjitai est 萬歲, littéralement « 10 000 ans », est la prononciation et la forme simplifiée japonaise d'une exclamation chinoise, utilisée dans la sphère d'influence de la culture chinoise pour souhaiter la longévité et par extension, lors de célébrations, d'événements heureux, à une tierce personne, à une communauté.

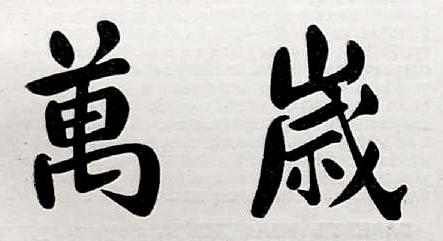
Banzai.

L'expression vient du chinois (chinois simplifié : 万岁 ; chinois traditionnel : 萬歲 ; pinyin : wànsuì ; sino-vietnamien : vạn tuế), la forme écrite traditionnelle chinoise était également utilisée autrefois au Japon dans l'écriture de type kyūjitai (旧字体).
Cette forme existe également en coréen, autrefois en hanja : 萬歲 et aujourd’hui sous la forme hangeul : 만세 (manse).
Chez les Mongols, l'expression équivalente est mandtugai (mongol bichig : ᠮᠠᠨᠳᠤᠲᠤᠭᠠᠢ ; cyrillique : мандтугай). Il existe également un symbole  tümen nasan (mongol cyrillique : түмэн насан, vie de 10 000 [ans]) utilisé sur les armoiries de la Mongolie.
Elle était aussi utilisée en vietnamien, mais est retranscrite aujourd’hui comme muôn năm.

## Origine
Elle est apparue sous la Chine impériale pour souhaiter une longue vie à l'empereur, souvent lorsqu'on le salue ou pour marquer l'approbation d'une de ses décisions. On ajoute alors après le nom du chef de l'état la phrase Wànsuì wànsuì wànwànsuì (万岁！万岁！万万岁！ / 萬歲！萬歲！萬萬歲！), cette phrase est généralement criée à l'unisson par l'ensemble des personnes présentes. Cette coutume est restée jusqu'à la fin de l'Empire chinois en 1911, et sera encore utilisée sur certaines affiches à la gloire de Mao Zedong.
Elle fut introduite au Japon au VIIIe siècle et se prononçait alors banzei (ばんぜい) et était utilisée, comme en Chine, pour témoigner du respect à l'empereur. Cette prononciation dura jusqu'à la restauration Meiji.

## Utilisation auXXesiècle
Dans le Japon moderne comme dans la Chine moderne, ce terme a perdu sa connotation impérialiste et n'est désormais utilisé que comme expression courante pour féliciter une personne.

### Au Japon

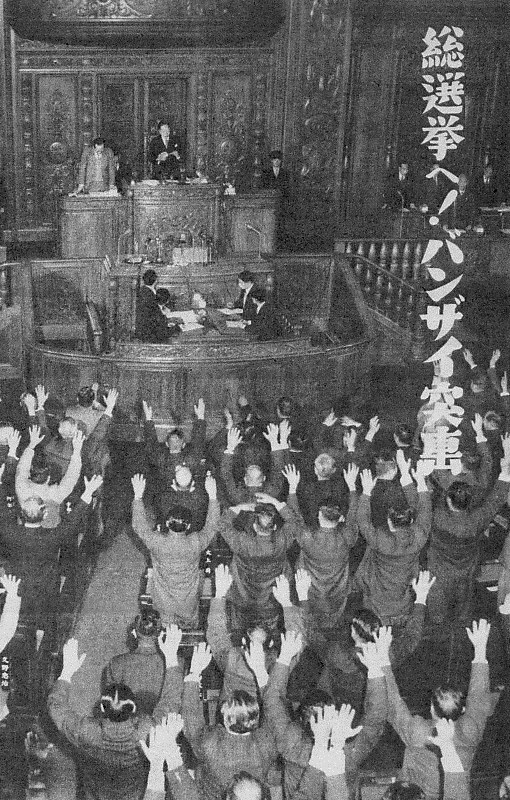
Triple Banzai lors de la dissolution de la Chambre des représentants (1953).

Pendant la Seconde Guerre mondiale, banzai servit de cri de guerre aux militaires japonais lors de leurs attaques et, en particulier, lors des attaques suicides, rappelant ainsi le dévouement des Japonais jusqu'à la mort à leur empereur du Japon Hirohito. Les pilotes d'avion kamikaze étaient censés pousser ce cri avant de s'écraser sur les navires de guerre ennemis.
Toutefois, comme il s'agissait d'attaques suicides dont personne ne revenait, il n'existe aucun témoignage attestant que les pilotes poussaient effectivement ce cri. En revanche, lors des combats au sol qui se déroulèrent sur les îles de l'océan Pacifique, de nombreux soldats alliés furent témoins de charges suicide d'infanterie lors desquelles les soldats japonais poussaient ce cri à l'unisson. Il était aussi crié par les soldats et officiers japonais lorsqu'ils se suicidaient (avec un pistolet automatique ou une grenade à main, la plupart du temps), préférant la mort à la honte de la reddition. Dans la culture populaire américaine, le mot est resté comme le symbole du fanatisme au combat.
La formule était parfois prononcée dans sa forme complète tennō heika banzai (『天皇陛下万歳!』), signifiant littéralement « Longue vie à sa majesté l'empereur ».
Il est de coutume que, lors de la dissolution de la Chambre des représentants (dissolution de la Diète par le Premier ministre), les membres crient un Triple Banzai.

### En Corée du Nord
Banzai a été également utilisé en Corée du Nord, pour souhaiter une longue vie à Kim Jong-il.

### En Chine

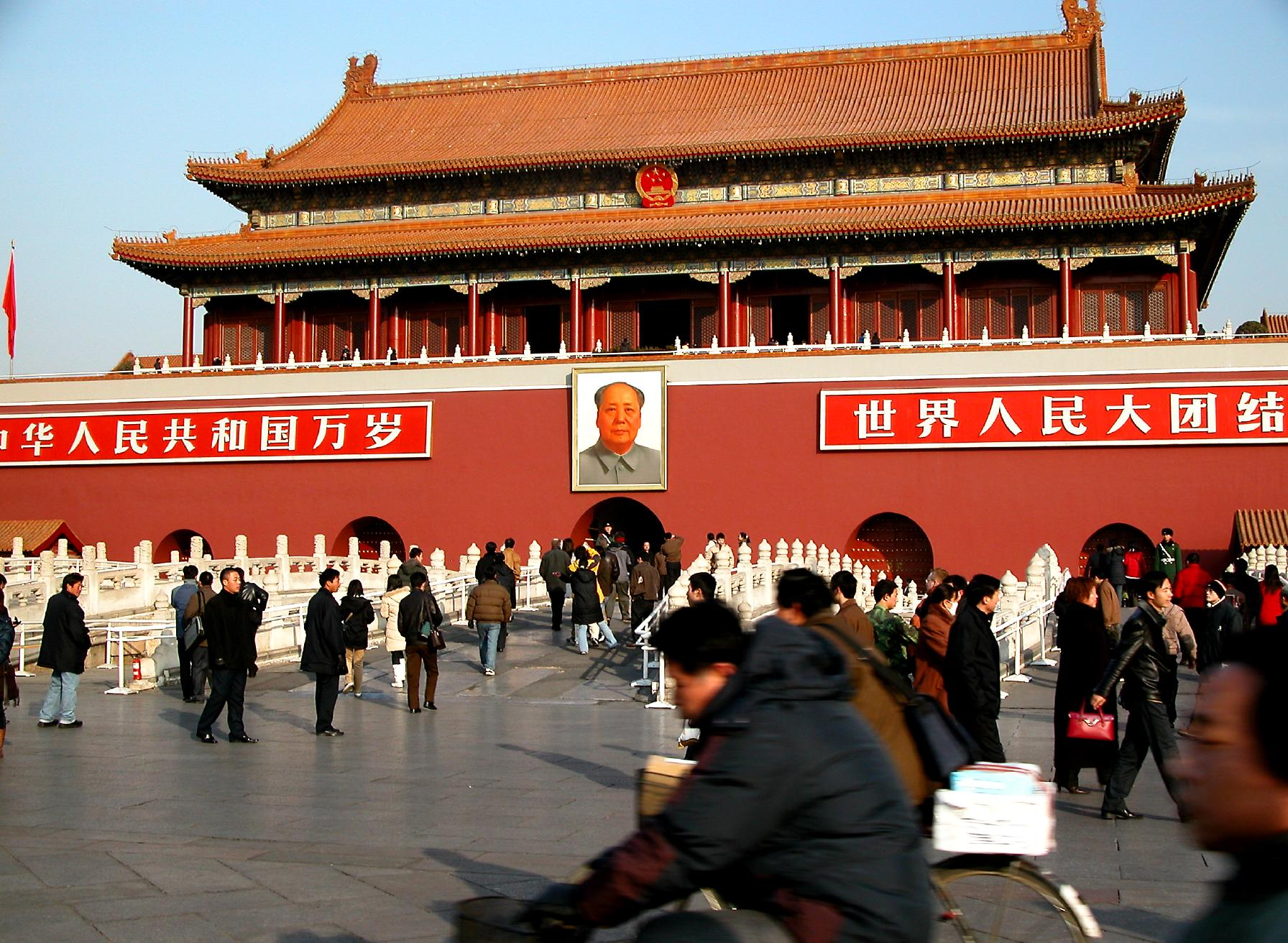
L'expression à l'entrée de la Cité interdite.

À Pékin, sur la place Tian'anmen, est écrit en gros autour du portrait de Mao Zedong, au-dessus de l'entrée de la Cité interdite, sur la porte de la Paix céleste : 中华人民共和国万岁, zhōnghuá rénmín gònghéguó wànsuì, « Longue vie à la République populaire de Chine » — 世界人民大团结万岁, shìjiè rénmín dàtuānjié wànsuì, « Longue vie à la grande union des peuples de la Terre »).

## Divertissement et fiction

### Sport
Le cri « Banzai ! » était utilisé dans les années 1990 par le catcheur-sumo samoan (japonais pour son personnage) de la WWE Yokozuna, décédé en l'an 2000.

### Télévision
« Salut, et banzai ! » est la phrase prononcée systématiquement par Jules-Édouard Moustic à la fin de l'émission humoristique Groland.

### Radio
Banzzaï est le nom d'une émission quotidienne dédiée au Jazz sous toutes ses formes, diffusée tous les soirs de la semaine sur France Musique, animée par Nathalie Piolé.

### Cinéma
- Banzaï (1983)

Dans ce film français, réalisé par Claude Zidi, avec Coluche et Valérie Mairesse comme acteur principaux, un pilote japonais, sous l'emprise de la drogue, crie à  trois reprises « Banzaï ! », en se croyant dans un bombardier en pleine Seconde Guerre mondiale, réalisant ainsi un tonneau et larguant les valises des passagers en croyant que ce sont des bombes détruisant Pearl Harbor, alors que l'avion survole Hong Kong.
- Vive l'amour (1994)

Le titre original de ce film taïwanais de Tsai Ming-liang s'intitule 愛情萬歲, Àiqíng wànsuì en chinois.
- D'autres films portent ce nom en titre, notamment un film italien de Carlo Vanzina et un film américain de Charles Giblyn.